# Trichoniscoides remyi
Trichoniscoides remyi är en kräftdjursart som beskrevs av Bonnefoy 1945. Trichoniscoides remyi ingår i släktet Trichoniscoides och familjen Trichoniscidae. Inga underarter finns listade i Catalogue of Life.